# Bagačiće
Bagačiće (en serbe cyrillique : Багачиће) est un village de Serbie situé dans la municipalité de Sjenica, district de Zlatibor. Au recensement de 2011, il comptait 66 habitants.

## Démographie
| 1948 | 1953 | 1961 | 1971 | 1981 | 1991 | 2002 | 2011 |
| ---- | ---- | ---- | ---- | ---- | ---- | ---- | ---- |
| 291  | 313  | 292  | 217  | 132  | 103  | 85   | 66   |

|  |